# Paul Jedzink
Paul Anton Jedzink (ur. 1 listopada 1880 w Braniewie, zm. 14 września 1943 w Braniewie) – niemiecki duchowny katolicki, teolog, profesor teologii moralnej w Państwowej Akademii w Braniewie.

## Życiorys

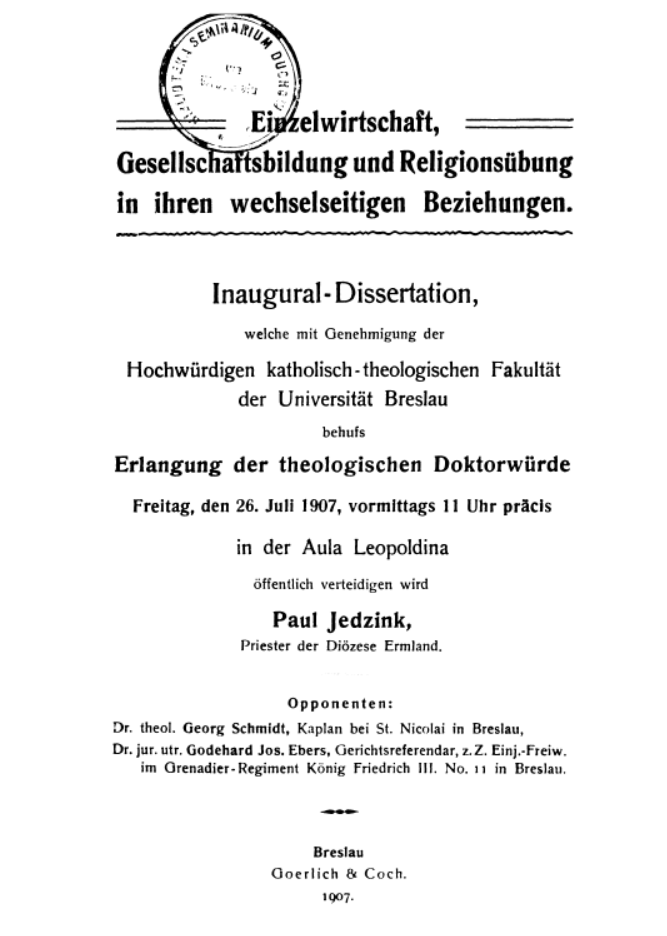
Strona tytułowa pracy doktorskiej

Urodził się 1 listopada 1880 roku w Braniewie jako syn kościelnego i krawca Hermanna Jedzinka oraz Kathariny z domu Spohn. Jego stryjem był, również pochodzący z Braniewa, późniejszy biskup poznański Paweł Jedzink. Paul do 1890 roku uczył się w szkole podstawowej dla chłopców (knabenschule) w rodzinnym Braniewie. Po trzech i pół roku nauki, w 1890, wyjechał na dalszą naukę do Poznania, by tam kształcić się w gimnazjum św. Marii Magdaleny. Zapewne za wsparciem stryja, który rok wcześniej, w 1889, został mianowany rektorem seminarium w Poznaniu. Tam uczył się do 1894, kiedy to powrócił do rodzinnego Braniewa, by dokończyć naukę w braniewskim gimnazjum. Ukończył je w 1899, uzyskując świadectwo dojrzałości, a następnie rozpoczął studia teologiczne w seminarium również w Braniewie. Ukończył je przyjmując święcenia kapłańskie 26 kwietnia 1903 roku w katedrze we Fromborku. Następnie przez niecałe 2 miesiące był wikarym w Bieniewie, a od 18 czerwca 1903 został trzecim wikarym w katedrze św. Mikołaja w Elblągu. Wykazywał się dużą wiedzą i zdolnościami, dlatego 15 września 1905 roku został skierowany na studia prawa kanonicznego we Wrocławiu. W latach 1907–1908 studiował w Berlinie, tam 26 lipca 1907 uzyskał stopień doktora. Po powrocie do diecezji warmińskiej był przez krótki okres (od 16 marca 1908) kapelanem księży emerytów w Krośnie, a następnie od 10 października 1908 roku został wikarym w katedrze we Fromborku. 22 marca 1910 roku przeniósł się do Braniewa na stanowisko prefekta konwiktu biskupiego. 22 grudnia 1910 roku uzyskał habilitację w Liceum Hosianum. Po dwóch latach, 3 października 1912 roku, został mianowany profesorem nadzwyczajnym wydziału teologicznego, a w 1917 roku profesorem teologii moralnej Państwowej Akademii w Braniewie. Był członkiem Warmińskiego Towarzystwa Historycznego. Mieszkał w Braniewie przy Bahnhofstraße 51 (współcześnie ul. Kościuszki). Zmarł 14 września 1943 w Braniewie.
Jego następcą na stanowisku wykładowcy teologii moralnej Państwowej Akademii w Braniewie został mianowany profesor Uniwersytetu w Pasawie Richard Egenter. Była to już ostatnia nominacja w historii tej braniewskiej uczelni.

## Publikacje
- Einzelwirtschaft, Gesellschaftsbildung und Religionsübung in ihren wechelseitigen Beziehungen (dysertacja doktorska), 1907
- Das Gesetz Christi nach der Lehre des hl. Thomas von Aquin, 1925